# Список наград и номинаций Аллы Пугачёвой
За всю свою карьеру советская и российская певица, автор песен Алла Пугачёва удостоилась престижных российских и международных музыкальных премий, государственных наград, званий и титулов. Пугачёва получила призы в нескольких странах мира, включая США, Германию, Финляндию, Польшу, Болгарию, Украину, Беларусь, Азербайджан, Армению. Она включена в «Зал славы Top Hit Music Awards» (2013), входит в списки «100 самых влиятельных россиян столетия» по версии Forbes (2017) и 100 влиятельных женщин мира по версии BBC (2022). По итогам хит-парада «Звуковая дорожка» (с 1976 по начало 2000-х годов) 15 раз признавалась лучшей певицей года; в 1999 году «Звуковая дорожка» назвала Пугачёву лучшей певицей XX века в Восточной Европе. Помимо стран бывшего СССР синглы Пугачёвой входили в хит-парады и в других странах Европы и Азии. В 1981 году была признана лучшей певицей в Европе по версии фирмы Dynacord (ФРГ). По данным СМИ, в начале 1990-х годов в США Пугачёву по уровню популярности сравнивали с Мадонной, называя её «Красная Мадонна». По версии премии «Овация» названа живой легендой и лучшей исполнительницей 1990-х годов; телеканал MTV также называл её легендой поп-музыки. Обладательница приза имени Клавдии Шульженко за вклад в поп-музыку в рамках фестиваля «Песня года».
За время творческой деятельности Пугачёва оказала влияние на массовую культуру в странах Восточной и Северной Европы, Центральной Азии; принимала участие в европейских, азиатских и американских фестивалях, среди которых ярмарка музыкальной индустрии MIDEM в Каннах и фестиваль в Сан-Ремо; в 1990 году в качестве гостя участвовала в церемонии вручения премии World Music Awards в Монте-Карло;  в 2014 году в Юрмале в концертном зале «Дзинтари» состоялся творческий вечер Пугачёвой, на котором выступили исполнители из стран бывшего СССР и Прибалтики с кавер-версиями её шлягеров, в финале вечера выступила сама Пугачёва.
Биография Пугачёвой включена в Британскую, Российскую и Международную энциклопедии.
Помимо творчества певица занималась общественной деятельностью, за которую в 1998 году была удостоена звания Посла доброй воли ЮНИСЕФ.

## Государственные звания и титулы
| Год  | Страна | Звание                   | Формулировка                                                                 | Примечание                                                                      | Ссылки |
| ---- | ------ | ------------------------ | ---------------------------------------------------------------------------- | ------------------------------------------------------------------------------- | ------ |
| 1980 | СССР   | Заслуженный артист РСФСР | За заслуги в области советского музыкального искусства                       | Указ о присвоении от 08.07.1980                                                 | [ 22 ] |
| 1985 | СССР   | Народный артист РСФСР    | За заслуги в области советского музыкального искусства                       | Указ о присвоении от 11.01.1985                                                 | [ 22 ] |
| 1991 | СССР   | Народный артист СССР     | За большие заслуги в развитии советского эстрадного и сценического искусства | Присвоено Президентом СССР Михаилом Горбачёвым. Указ о присвоении от 20.12.1991 | [ 38 ] |
| 1994 | Россия | Титул графини            | За вклад в культуру и музыкальное искусство, благотворительную деятельность  | Присвоен Российским дворянским собранием                                        | [ 39 ] |

## Государственные награды и награды международных организаций
| Год  | Страна      | Награда                                                        | Формулировка                                                                                               | Примечание | Ссылки        |
| ---- | ----------- | -------------------------------------------------------------- | --- | --- | ------------- |
| 1981 | Финляндия   | Медаль Всемирного совета мира                                  | За вклад в дело мира                                                                                       | Награждена председателем ВСО Р. Чандрой | [ 40 ]        |
| 1995 | Россия      | Государственная премия России в области литературы и искусства | За концертные программы последних лет                                                                      | Указ о награждении от 29 мая 1995 года. Вручена Президентом Российской Федерации Борисом Ельциным 7 июня 1995 года                                            | [ 22 ]        |
| 1999 | Россия      | Орден «За заслуги перед Отечеством» II степени                 | За большой вклад в развитие отечественного музыкального искусства                                          | Указ о награждении от 15 апреля 1999 года. Вручён Президентом Российской Федерации Борисом Ельциным 15 апреля 1999 года в честь 50-летнего юбилея Пугачёвой   | [ 41 ]        |
| 2000 | Украина     | Орден «Николая Чудотворца»                                     | За приумножение добра на Земле                                                                             | Награждена Украинским Фондом международных премий | [ 42 ] [ 43 ] |
| 2009 | Россия      | Орден «За заслуги перед Отечеством» III степени                | За большой вклад в развитие отечественного эстрадного искусства и многолетнюю творческую деятельность      | Указ о награждении от 8 апреля 2009 года. Вручён Президентом Российской Федерации Дмитрием Медведевым 15 апреля 2009 года в честь 60-летнего юбилея Пугачёвой | [ 44 ]        |
| 2009 | Азербайджан | Орден «Дружба»                                                 | За особые заслуги в развитии культурных связей между Азербайджанской Республикой и Российской Федерацией   | Указ о награждении от 3 сентября 2009 года. Вручён Президентом Азербайджанской Республики Ильхамом Алиевым 4 сентября 2009 года                               | [ 45 ] [ 46 ] |
| 2009 | Армения     | Орден Святого Месропа Маштоца                                  | За деятельность по содействию развитию армяно-российского культурного сотрудничества                       | Указ о награждении от 24 сентября 2009 года. Вручён Президентом Республики Армения Сержем Саргсяном 26 сентября 2009 года                                     | [ 47 ] [ 48 ] |
| 2014 | Россия      | Орден «За заслуги перед Отечеством» IV степени                 | За большой вклад в развитие отечественной культуры и эстрадного искусства                                  | Указ о награждении 17 апреля 2014 года. Вручён Президентом Российской Федерации Владимиром Путиным 22 декабря 2014 года                                       | [ 49 ] [ 50 ] |
| 2019 | Беларусь    | Орден Дружбы народов                                           | За значительный вклад в развитие эстрадного искусства и укрепление белорусско-российских культурных связей | Указ Президента Республики Беларусь от 23 сентября 2019 года № 355 «О награждении»                                                                            | [ 51 ]        |

## Наградысубъектов Российской Федерации
- Знак «За полезное». Вручён Губернатором Московской области Борисом Громовым (2002)[22]
- Почётное звание Почётный гражданин города Махачкалы (2006)[22]

## Музыкальные награды
| Год  | Страна                                                | Награда                                                                                          | Примечание                                                                                           | Ссылки               |
| ---- | ----------------------------------------------------- | ------------------------------------------------------------------------------------------------ | --- | -------------------- |
| 1974 | СССР                                                  | Третья премия V Всесоюзного конкурса артистов эстрады                                            | За исполнение песен «Ермолова с Чистых прудов» и «Посидим, поокаем»                                  | [ 52 ]               |
| 1975 | Болгария                                              | Гран-при международного конкурса вокалистов «Золотой Орфей»                                      | За исполнение песен «Ты снишься мне» и «Арлекино»                                                    | [ 53 ]               |
| 1978 | Польша                                                | Гран-при «Янтарный соловей» XVIII Международного фестиваля песни «Интервидение» в Сопоте         | За исполнение песен «Всё могут короли» и «Сонет Шекспира»                                            | [ 54 ] [ 55 ]        |
| 1981 | ФРГ                                                   | Приз «Золотой микрофон» фирмы «Dynacord»                                                         | Как лучшая певица года в Европе по версии фирмы «Dynacord»                                           | [ 9 ]                |
| 1984 | Финляндия                                             | «Золотой диск» фирмы «Track Music»                                                               | За рекордные продажи сольной компиляции «Soviet Superstar. Greatest Hits 1976—1984»                  | [ 56 ]               |
| 1985 | СССР                                                  | «Золотой диск» фирмы «Мелодия»                                                                   | За рекордные продажи альбомов «Зеркало души», «Арлекино и другие…», «То ли ещё будет»                | [ 57 ]               |
| 1987 | США                                                   | Медаль FIDOF                                                                                     | «За вклад в дело мира и гармонию средствами музыки». Награждена президентом FIDOF Джимом Халзи       | [ 58 ]               |
| 1989 | США                                                   | «Золотой диск» фирмы «Ampex»                                                                     | За рекордные продажи альбома «Watch Out»                                                             | [ 59 ] [ 60 ]        |
| 1989 | США                                                   | «Distant Accord» FIDOF                                                                           | «За вклад в развитие фестивального движения». Награждена в рамках фестиваля кантри-музыки в Нэшвилле | [ 9 ]                |
| 1994 | Россия                                                | Премия «Овация»                                                                                  | «Живая Легенда»                                                                                      | [ 11 ]               |
| 1995 | Россия                                                | Приз имени Клавдии Шульженко                                                                     | За вклад в поп-музыку. Награждена в рамках фестиваля «Песня года»                                    | [ 16 ] [ 17 ]        |
| 1999 | СНГ                                                   | Премия «Звуковая дорожка»                                                                        | «Лучшая певица XX века»                                                                              | [ 4 ]                |
| 2001 | Великобритания                                        | Медаль «2000 выдающихся музыкантов XX века» Международного Кембриджского Биографического центра  | За вклад в музыкальную индустрию                                                                     | [ 61 ] [ 62 ]        |
| 2001 | Россия                                                | Премия «Овация»                                                                                  | «Лучшая певица десятилетия»                                                                          | [ 12 ]               |
| 2004 | Украина                                               | Премия «Телетриумф»                                                                              | «Лучшая актриса года» за участие в мюзикле «За двумя зайцами»                                        | [ 63 ]               |
| 2006 | Россия                                                | «Премия Муз-ТВ»                                                                                  | «За вклад в развитие поп-музыки»                                                                     | [ 64 ]               |
| 2006 | Беларусь                                              | Фестиваль «Славянский базар»                                                                     | Премия «Через искусство к миру и взаимопониманию»                                                    | [ 65 ]               |
| 2009 | Россия                                                | «Платиновый диск» фирмы «Мелодия»                                                                | За многомиллионные тиражи проданных пластинок в России и странах Восточной Европы                    | [ 58 ] [ 66 ]        |
| 2013 | Россия                                                | «Премия Муз-ТВ»                                                                                  | «Лучшее концертное шоу» за «Рождественские встречи»                                                  | [ 67 ]               |
| 2013 | СНГ                                                   | Top Hit Music Awards                                                                             | Включена в Зал Славы                                                                                 | [ 1 ]                |
| 2018 | Россия, Израиль, Казахстан, Латвия, Норвегия, Украина | Top-10 iTunes                                                                                    | Сингл «Я летала»                                                                                     | [ 68 ] [ 69 ] [ 70 ] |
| 2019 | Россия                                                | Мантия профессора Государственного музыкально-педагогического института имени Ипполитова-Иванова | За вклад в музыкальное искусство                                                                     | [ 71 ]               |

Премия «Золотой граммофон»
Певица является лауреатом премии «Золотой граммофон», учреждённой радиостанцией «Русское радио» за исполнение песен:
- 1997 — «Позови меня с собой» и «В воду войду»
- 1999 — «Осторожно, листопад!» и «Белый снег»
- 2000 — «Мадам Брошкина» и «Свеча горела на столе»
- 2002 — «Это — любовь»
- 2003 — «Исчезнет грусть»

Другие награды и премии
- Лауреат фестиваля «Песня года» (с 1976 по 2016 год, участвовала 20 раз с 49 песнями)[74][75]
- Почётный диплом ГИТИСа «За вклад в режиссуру» (1991)[58]
- Премия «Овация» в номинации «Поп-солистка» (1992)[58]
- Приз газеты «Вечерняя Москва» за «Лучшее шоу года» — «Рождественские встречи» (1992)[76]
- Орден «Орла» 1-й степени — за деятельность общенародного значения (1992)[77][78]
- Премия «Звуковая дорожка» в специальной номинации «Почётная прима хит-парадов» (1994)[79]
- Приз газеты «Комсомольская правда» в номинации «Звезда года» (1995)[76]
- Премия «Овация» в номинации «Режиссёр-постановщик» (1995)[58]
- Премия «Звезда» в номинациях «Лучшая певица» и «Лучший альбом года» (1995)[58]
- Приз фестиваля «Фантазия-96» за лучший анимационный клип «Зайка моя» (Пугачёва — продюсер клипа, 1996)[76]
- Приз газеты «Комсомольская правда» в номинации «Любимая женщина» (1997)[76]
- Премия «Овация» «Шлягер года» за исполнение песни «Позови меня с собой» (1997)[58]
- «Золотое яблоко» фестиваля «Поколение-96» за лучшую роль второго плана в клипе «Зайка моя» 1997)[76]
- Победитель шоу «Поле Чудес» (российский аналог американской телеигры «Колесо Фортуны») (1997)[80]
- Премия имени Святослава Фёдорова «За благородные помыслы и достойные деяния» (2001)[76]
- Премия «Рекордъ» в номинации «Сингл года» («Мадам Брошкина») (2001)[76][81]
- Премия «Овация» в номинации «Шлягер десятилетия» за исполнение песни «Любовь, похожая на сон» (2001)[11]
- Звание «Лучшая певица 2001 года» в рамках фестиваля «Песня Года» (2001)[76][82]
- Награда «Лица года» газеты «Комсомольская правда» в номинациях «Звёздная пара» (с Ф. Киркоровым) и «Премьера» (как сопродюсер мюзикла «Чикаго») (2002)
- Национальная премия общественного признания достижений женщин России «Олимпия» (Российская академия бизнеса и предпринимательства, 2001[83] и 2002[84])
- Включена в Зал Славы премии «Звуковая Дорожка», как многократная победительница хит-парадов газеты «Московский Комсомолец» (2003)[5][79]
- Номинант Премии «Муз-ТВ» в номинации: «Лучшая исполнительница» (2003)[85]
- Премия журнала «7 дней» в номинации «Звезда десятилетия» (2006)[86]
- Лауреат фестиваля «Новые песни о главном» за исполнение песен «Холодно в городе» и «Приглашение на закат» (2007)[87]
- Премия «Чернобыльская звезда» в области литературы и искусства (2008)[88]
- Премия «Первого канала» в номинации «Лучшая ведущая развлекательной программы» за программу «Две звезды» (2008)[89]
- Премия «Звуковая дорожка» в номинации «Видео года» за клип «Приглашение на закат» (2008)[90]
- Номинант Премии «Муз-ТВ» в номинации: «Лучший дуэт» («Опять метель» — Алла Пугачёва и Кристина Орбакайте) (2008)[91]
- Номинант MTV Russia Movie Awards за лучший саундтрек («Опять метель» — Алла Пугачёва и Кристина Орбакайте) (2008)[92]
- Премия «Радиомания» за авторскую программу «Алла ищет таланты» на «Радио Алла» (2009)[58]
- Премия «Бог Эфира» в номинации «Радио рекорд», как исполнительнице, чьи песни звучат в радиоэфире более 20 лет (2009)[93][94]
- Премия «Звуковая дорожка» в номинации «Артист 2009 года» (2010)[95][96]
- Премия «Бренд года/EFFIE» за бренд «Радио Алла» (2010)[93]
- «МОСКВА MEDIA» за цикл программ «В гостях у Аллы» на «Радио Алла» (2011)[93]
- Номинант Премии «Муз-ТВ» в номинации: «Лучшая песня пятнадцатилетия» за исполнение песни «Опять метель» (2017)[97]
- Премия «Звуковая дорожка» в номинации «Персона года» (2017)[68]
- Премия «Дай пять!» телеканала «СТС» в номинации: «Любимая звёздная семья» (Алла Пугачёва и Максим Галкин) (2018)[98]
- Премия «Звуковая дорожка» в номинациях «Персона года» и «Концерт года» за концерт «P.S.» (2019)[99]
- Шорт-лист премии «ЖАРА Music Awards» в номинации «Лучшее шоу года» за концерт «P.S.» (2019)[100].

## Рецензии
Французская газета France Soir дала положительную рецензию на выступление Пугачёвой в концертном зале «Олимпия» в Париже в 1982 году.
Журнал Billboard на выступление Пугачёвой в «Карнеги-холл» в Нью-Йорке в 1988 году дал положительную рецензию, отметив, что певица «стоит в одном ряду с такими великими музыкантами музыкальной индустрии всех времён, как Бинг Кросби, Элвис Пресли и Майкл Джексон».
В рецензии The New York Times на выступление певицы в Атлантик-Сити в 2000 году её назвали богиней русской поп-музыки, московской Тиной Тёрнер с оттенком Эдит Пиаф.

## Рейтинги, опросы общественного мнения, хит-парады
- «Лучший исполнитель 1977 года» по опросу журнала «Клуб и художественная самодеятельность»: 1-е место с результатом 740 голосов (на втором и третьем месте — София Ротару с 267 голосами и Лев Лещенко с 195 голосами соответственно) (1977)[104]
- «Лучшая Певица 1976 года» по итогам хит-парада «Звуковая дорожка» газеты «Московский Комсомолец» (1977)[4]
- «Лучшая Певица 1977 года» по итогам хит-парада «Звуковая дорожка» газеты «Московский Комсомолец» (1978)[4]
- «Лучшая Певица 1978 года» по итогам хит-парада «Звуковая дорожка» газеты «Московский Комсомолец» (1-е место с результатом 2037 голосов, на втором месте — София Ротару с 699 голосами) (1979)[79]
- «Актриса года» по опросу читателей журнала «Советский экран» — за участие в фильме «Женщина, которая поёт» (1979)[105]
- «Лучшая Певица 1979 года» по итогам хит-парада «Звуковая дорожка» газеты «Московский Комсомолец» (1-е место с результатом 2877 голосов, на втором месте — Татьяна Анциферова с 797 голосами) (1980)[79]
- «Лучшая Певица 1980 года» по итогам хит-парада «Звуковая дорожка» газеты «Московский Комсомолец» (1981)[79]
- «Лучшая Певица 1983 года» по итогам хит-парада «Звуковая дорожка» газеты «Московский Комсомолец» (1984)[79]
- «Фильм года» — «Пришла и говорю» (с Пугачёвой в главной роли) по опросу читателей газеты «Комсомольская Правда» (1986)
- «Лучшая Певица 1986 года» по итогам хит-парада «Звуковая дорожка» газеты «Московский Комсомолец» (1987)[79]
- «Лучшая Певица 1987 года» по итогам хит-парада «Звуковая дорожка» газеты «Московский Комсомолец» (1988)[79]
- «Лучшая Певица 1988 года» по итогам хит-парада «Звуковая дорожка» газеты «Московский Комсомолец» (1989)[79]
- «Лучшая Певица 1989 года» по итогам хит-парада «Звуковая дорожка» газеты «Московский Комсомолец» (1990)[79]
- «Лучшая Певица 1989 года» по опросу газеты «На смену!» (1990)[106]
- «Лучшая Певица 1989 года» по опросу газеты «Комсомольское знамя» (1990)[106]
- «Женщина 1995 года» (ВЦИОМ): 1-е место (1995)[107]
- «Лучшая Певица 1995 года» по итогам хит-парада «Звуковая дорожка» газеты «Московский Комсомолец» (1996). Вернула себе титул после 5-летнего перерыва[79]
- «Женщина 1996 года» (ВЦИОМ): 1-е место (1997)
- «Женщина 1997 года» (ВЦИОМ): 1-е место (1998)
- «Лучшая Певица 1998 года» по итогам хит-парада «Звуковая дорожка» газеты «Московский Комсомолец» (1999)[79]
- «Лучшая Певица 2002 года» по итогам хит-парада «Звуковая дорожка» газеты «Московский Комсомолец» (2003)[4][5]
- «Первая пришедшая на ум певица» (ВЦИОМ): 1-е место. Аллу Пугачёву назвали 32 % опрошенных (2002)[108]
- «Российская элита-2006» (ВЦИОМ): 2-е место после Владимира Путина (2006)[109]
- «Российская элита-2007» (ВЦИОМ): 2-е место после Владимира Путина (2007)[109]
- «Певица Года-2007» (ВЦИОМ)[110]
- «Российская элита-2008» (ВЦИОМ): 3-е место после Владимира Путина и Дмитрия Медведева (2008)[109]
- «Российская элита-2009» (ВЦИОМ): 3-е место после Владимира Путина и Дмитрия Медведева (2009)[109]
- 1-е место в категории «символ русской женщины» (ВЦИОМ, 2010)[111]
- «Российская элита-2010» (ВЦИОМ): 3-е место после Владимира Путина и Дмитрия Медведева (2011)[109]
- «Женщина — символ современной России» (ВЦИОМ): 1-е место (2011)[112]
- «Российская элита-2011» (ВЦИОМ): 3-е место после Владимира Путина и Дмитрия Медведева (2012)[109]
- «100 самых влиятельных женщин России» (РИА-Новости, «Эхо-Москвы»): 2-е место после Валентины Матвиенко (2012)[113]
- «Самые умные женщины России» (ВЦИОМ): 4-е место после Валентины Матвиенко, Ирины Хакамады и Екатерины II (2012)[114]
- Входит в список «100 самых влиятельных россиян столетия» по версии Forbes (2017)[2]
- По данным генерального директора концертного агентства «Ру-Концерт» Евгения Морозова Пугачёва имела наибольший размер гонорара за выступление среди исполнителей в России и странах СНГ (2020)[115]
- Занимает 1-е место в рейтинге «Самых влиятельных музыкантов в России» по результатам опроса исследовательского холдинга «Ромир» (2021)[116]
- 100 влиятельных женщин мира по версии BBC (2022)[3]

## Именные звёзды, памятники и другие объекты
- Паром «Алла» — судно, названное в честь А. Пугачёвой; спущено на воду в Финляндии (1985)[21][76][117]
- Звезда на «Площади звёзд» города Ялта (1994)[118]
- Бронзовая плита с отпечатком ступни Пугачёвой в магазине «Эконика» в городе Москва на улице Арбат (1997)[21]
- Прижизненный памятник Пугачёвой в Москве во дворе дома по улице Земляной Вал, 52 (2003). Впоследствии был украден[119]
- Именная плита на «Площади звёзд» фестиваля «Славянский базар» в городе Витебск (2009)[120]

## Галерея
| |  | |  | |
| Президент России Борис Ельцин вручает Алле Пугачёвой Государственную премию Российской Федерации. 7 июня 1995 года, Москва, Кремль. |  | Президент России Борис Ельцин награждает Аллу Пугачёву орденом «За заслуги перед Отечеством» II степени. 15 апреля 1999 года, Москва, Кремль. |  | Президент России Дмитрий Медведев награждает Аллу Пугачёву орденом «За заслуги перед Отечеством» III степени. 15 апреля 2009 года, Москва, Кремль. |